# Mort de Caroline Mwatha
Le 6 février 2019, Caroline Mwatha Ochieng, militante des droits humains kenyane de 37 ans et fondatrice du Centre communautaire Dandora (qui enquête et documente les cas de meurtres perpétrés par la police à Dandora), est portée disparue. Son corps est retrouvé le 12 février à la morgue de Nairobi, où il avait été enregistré sous un autre nom après sa mort le 7 février,. Une autopsie révèle que sa mort est due à une exsanguination. Le saignement a été causé par une rupture à l'arrière de son utérus, à la suite d'un avortement pratiqué dans de mauvaises conditions. Les restes d'un fœtus masculin étaient toujours dans l'utérus, à l'exception d'une main.
Son père et son mari déclarent aux journalistes qu'ils ne croient pas aux rapports de police, car ils ne savaient pas qu'elle était enceinte. Patrick Gathara du Washington Post note que ce scepticisme est justifié, étant donné que la police a déjà été impliquée dans des meurtres de défenseurs et défenseures des droits humains. Une deuxième autopsie indépendante confirme la cause du décès. Amnesty International Kenya déclare : « Si Mwatha n'a pas été exécutée par l'État, elle a été tuée par un système qui permet l'existence de cliniques d'avortement rudimentaires, faute de fournir des services d'avortement sûrs ».
Le service funèbre a lieu le 21 février au Freedom Corner du parc Uhuru. Le juge en chef Willy Mutunga, la responsable politique Martha Karua et la représentante des femmes de Nairobi, Esther Passaris, y assistent. Un requiem est refusé par l'Église catholique en raison de son opposition à l'avortement. Les funérailles ont lieu le 23 février à Asembo Bay, dans le comté de Siaya, près du domicile de sa famille.
Huit personnes soupçonnées d'avoir participé à l'avortement sont arrêtées. L'avortement est illégal au Kenya, à moins que la vie de la mère ne soit en danger. La clinique où la procédure a été effectuée n'avait pas d'autorisation de fonctionnement.